# Von einem Hasen und einem Vogel

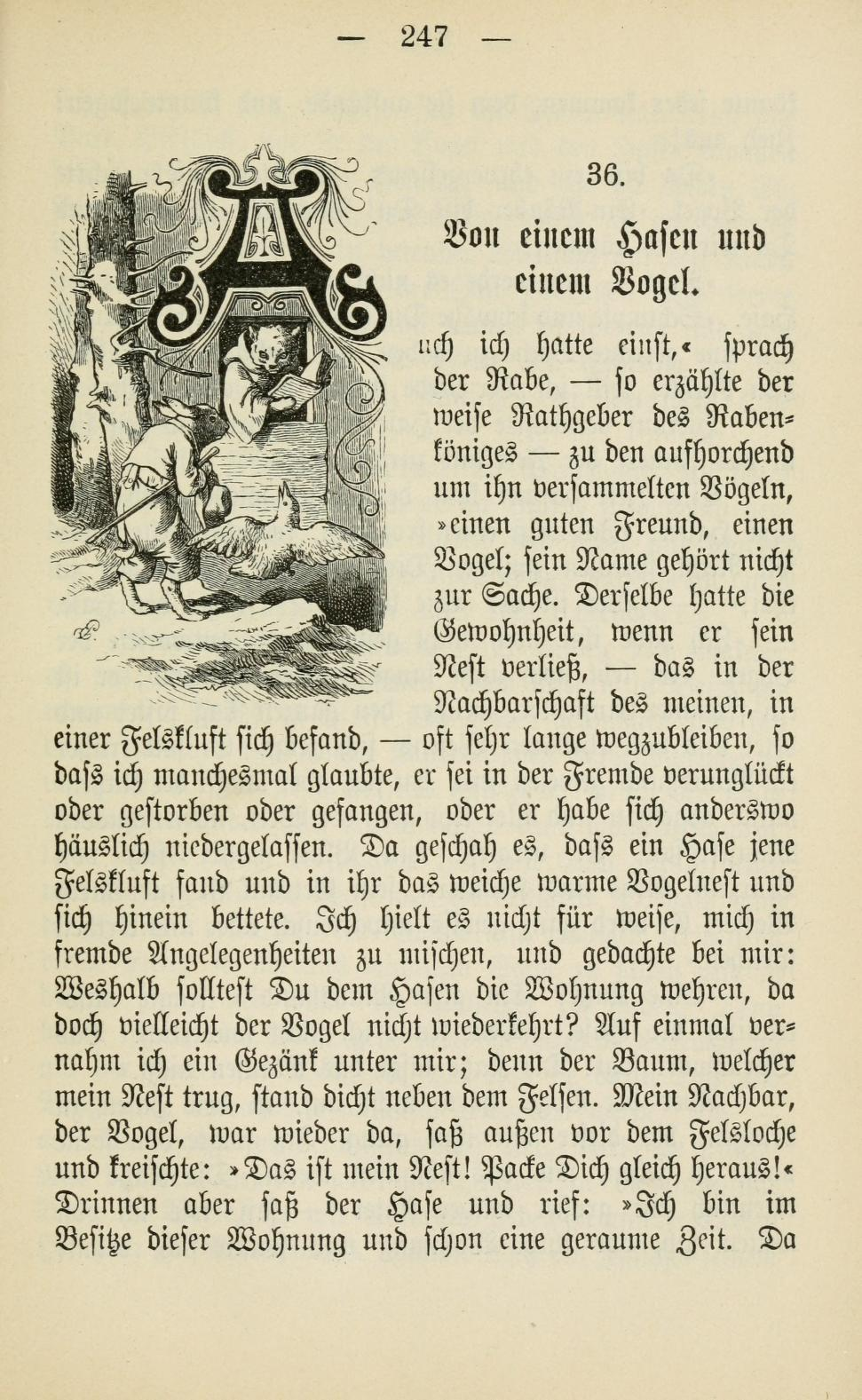
Illustration, 1890

Von einem Hasen und einem Vogel (auch: Der Hase und der Vogel.) ist ein Märchen (AaTh 113 B). Es steht in Ludwig Bechsteins Neues deutsches Märchenbuch an Stelle 39 und stammt aus Antonius von Pforrs Das Buch der Beispiele der alten Weisen (Kap. 5: Die Katze als Richter).

## Inhalt
Ein Vogel streitet mit einem Hasen, der in seiner Abwesenheit sein Nest besetzte. Ein Kater soll richten. Der tut recht fromm, dann frisst er beide und bezieht die Wohnung selbst. So erzählt der Rabe. Der Adler aber ist so um die Königskrone gebracht und droht ihm mit ewiger Feindschaft. Die Vögel fliegen fort. Der Rabe stirbt vor Gram. Auch der Rabenkönig, dem diese Geschichte von seinem Ratgeber vorgetragen wurde, ist betrübt.

## Herkunft
Erzähler ist der Rabe aus Nr. 37 Die Adler und die Raben, die Geschichte dient als Auftakt zur folgenden Nr. 40 Von einem Einsiedel und drei Gaunern. Die ganze Sequenz stammt aus Antonius von Pforrs Das Buch der Beispiele der alten Weisen, einer Übertragung des indischen Panchatantra. Vgl. Grimms Katze und Maus in Gesellschaft.